# Desa Biobabaru (administrativ by i Indonesien, lat -9,62, long 123,96)
Desa Biobabaru är en administrativ by i Indonesien.   Den ligger i provinsen Nusa Tenggara Timur, i den sydöstra delen av landet, 1 900 km öster om huvudstaden Jakarta.